# El marqués de Bolibar
El marqués de Bolibar (Der Marques de Bolibar) es una novela publicada por Leo Perutz en 1920. Como otras obras del autor, combina elementos característicos de la novela histórica con otros propios de la literatura fantástica. 
Narrada en primera persona, la novela tiene la forma de unas memorias ficticias escritas por el teniente Eduard von Jochberg, soldado alemán a las órdenes de Napoleón, en las que se explica la misteriosa destrucción de dos regimientos alemanes de la Liga de Renania en una ficticia ciudad española, La Bisbal (sin relación con la auténtica localidad de La Bisbal del Ampurdán), durante la Guerra de Independencia Española, a manos de una banda de guerrilleros guiados por un personaje conocido con el sobrenombre de "El Tonel". En los acontecimientos tiene un papel fundamental el personaje que da título a la obra, el marqués de Bolibar, un aristócrata español enemigo de Napoleón. 

## Traducciones al español
- Traducción de Elvira Martin y Annie Reney, Barcelona: Guada, 1964. Reeditada en Tusquets, 1988, y en Destino, 2006 (esta última con ISBN 978-84-233-3856-6).

- Datos: Q3224328